# فرودگاه توتوژوژی
فرودگاه توتوژوژی  (به انگلیسی: Totegegie Airport) یک فرودگاه همگانی با کد یاتا GMR است که یک باند فرود آسفالت دارد و طول باند آن ۲۰۰۰ متر است. این فرودگاه در کشور فرانسه قرار دارد و در ارتفاع ۲ متری از سطح دریا واقع شده است.

## شرکت‌های هواپیمایی و مقصدهای پروازی

### مسافری
| شرکت‌های هواپیمایی | مقصدهای پروازی   |
| ----------------- | ---------------- |
| ایر تاهیتی        | هاو، فاآ، Tureia |